# Из еврейската народна поезия
„Из еврейската народна поезия“ (на руски: Из еврейской народной поэзии), опус 79, е песенен цикъл на руския композитор Дмитрий Шостакович, писан през 1948 година.
Той включва 11 песни по текстове от сборника „Еврейски народни песни“ на Иехезекел Добрушин и Абрам Юдицки, като мелодиите, особено на първите осем песни, са силно повлияни от еврейската народна музика, към която авторът има траен интерес. Песните са предназначени за изпълнение от сопран, мецосопран и тенор в акомпанимент на пиано. Цикълът е завършен към края на 1948 година, когато обаче в Съветския съюз се разраства организирана от тоталитарния комунистически режим антисемитска кампания, поради което е представен за пръв път пред публика едва на 15 януари 1955 година в изпълнение на Шостакович и певците Нина Дорлиак, Зара Долуханова и Алексей Масленников.